# Libertador General San Martín (Jujuy)
Libertador General San Martín —usualmente referida como Libertador o Ledesma— es la ciudad cabecera del departamento de Ledesma, en la provincia argentina de Jujuy.
Se encuentra situada a 106 km de la capital provincial de San Salvador de Jujuy, es la puerta de entrada al parque nacional Calilegua y es centro logístico de abastecimiento para la Ruta Nacional 34. Está dentro del perímetro de la reserva de biosfera de las Yungas. Además, es la cuarta ciudad más importante y poblada de la provincia.

## Historia
Los primeros datos de esta región se remontan al año 1623, cuando Martín de Ledesma Valderrama, quien fuera el teniente de gobernador de Jujuy, se abocó a la tarea de preparar su expedición al interior del Gran Chaco Gualamba, organizando para ello una columna de cien españoles a los que se sumó una cantidad no conocida de indígenas domésticos lenguaraces y baqueanos, fundando un fuerte a mediados de 1625 y que se mantuvo por los menos hasta fines de 1630, no descartándose que subsistiera hasta 1632, siendo sorpresivamente atacado por indígenas de la región.
Gregorio de Zegada inició la fabricación de azúcar en 1778 en su hacienda de Calilegua, debido a condiciones climáticas aptas para el desarrollo pleno de la caña de azúcar.
En 1826 ya figura el cultivo de la caña de azúcar en archivos de la provincia.
El 28 de diciembre de 1899 una ley del Gobierno de la provincia de Jujuy funda el pueblo de Ledesma, sobre una zona donada por los propietarios del Ingenio Ledesma. Dos años después de aquella fundación se hizo el trazado y la subdivisión de las ocho manzanas que rodeaban la plaza San Martín.
En 1906 llega el ferrocarril, iniciándose así un auge económico que se vio fortalecido con la llegada de los primeros inmigrantes libaneses y sirios.
En 1950 el pueblo tomó la actual denominación de Libertador General San Martín.

### Masacre de 1976
En las elecciones de 1973 ―tras 18 años de una seguidilla de dictaduras militares y tiranías democráticas radicales―, el Dr. Luis Arédez (1929-1977), que era radical, fue elegido intendente municipal por un amplio frente electoral, que incluía al justicialismo, mayoritario en la provincia.
El nuevo intendente exigió al empresario Carlos Pedro Blaquier (1927-2023), el dueño del ingenio Ledesma, el pago de décadas de impuestos atrasados, y además mantuvo una permanente solidaridad con los obreros del ingenio azucarero.
Durante su corta gestión levantó cinco mil viviendas y dotó de alta tecnología al hospital del pueblo.
Como intendente, Arédez exigió a Carlos Pedro Blaquier que traspasara tierras a la municipalidad, puesto que Blaquier era dueño de todo el valle de San Francisco, de cerro a cerro. Arédez Presentó un proyecto de ley para que Blaquier pagara los impuestos de las tierras de su propiedad y del multimillonario ingenio a la municipalidad de Ledesma/Libertador General San Martín, para poder realizar obras de distinta naturaleza y así no depender de los aportes de dinero del Gobierno provincial.
El Dr. Arédez ejerció su cargo apenas ocho meses, hasta que fue derrocado violentamente por orden de Blaquier, quien lo acusó de “infiltrado marxista-comunista”.
Durante la noche del 27 de julio de 1976 se cortó el suministro de energía eléctrica en todo el departamento jujeño de Ledesma, y en las sombras, hombres del ejército y de otras fuerzas de seguridad secuestraron a cuatrocientos trabajadores. Todos los detenidos fueron transportados en vehículos del Ingenio Ledesma. De ellos, treinta no volvieron nunca. Este hecho se conoce como el Apagón de Ledesma de 1976.
En la actualidad, Libertador ostenta una serie de centros turísticos importantes y otros en desarrollo, que cumplen diferentes roles en función de los servicios y atractivos a los cuales sirven.
8n
Libertador es cuna de los futbolistas Ariel Ortega (n. 1974) y Antonio Rosa Alderete (n. 1953).

## Geografía

### Clima

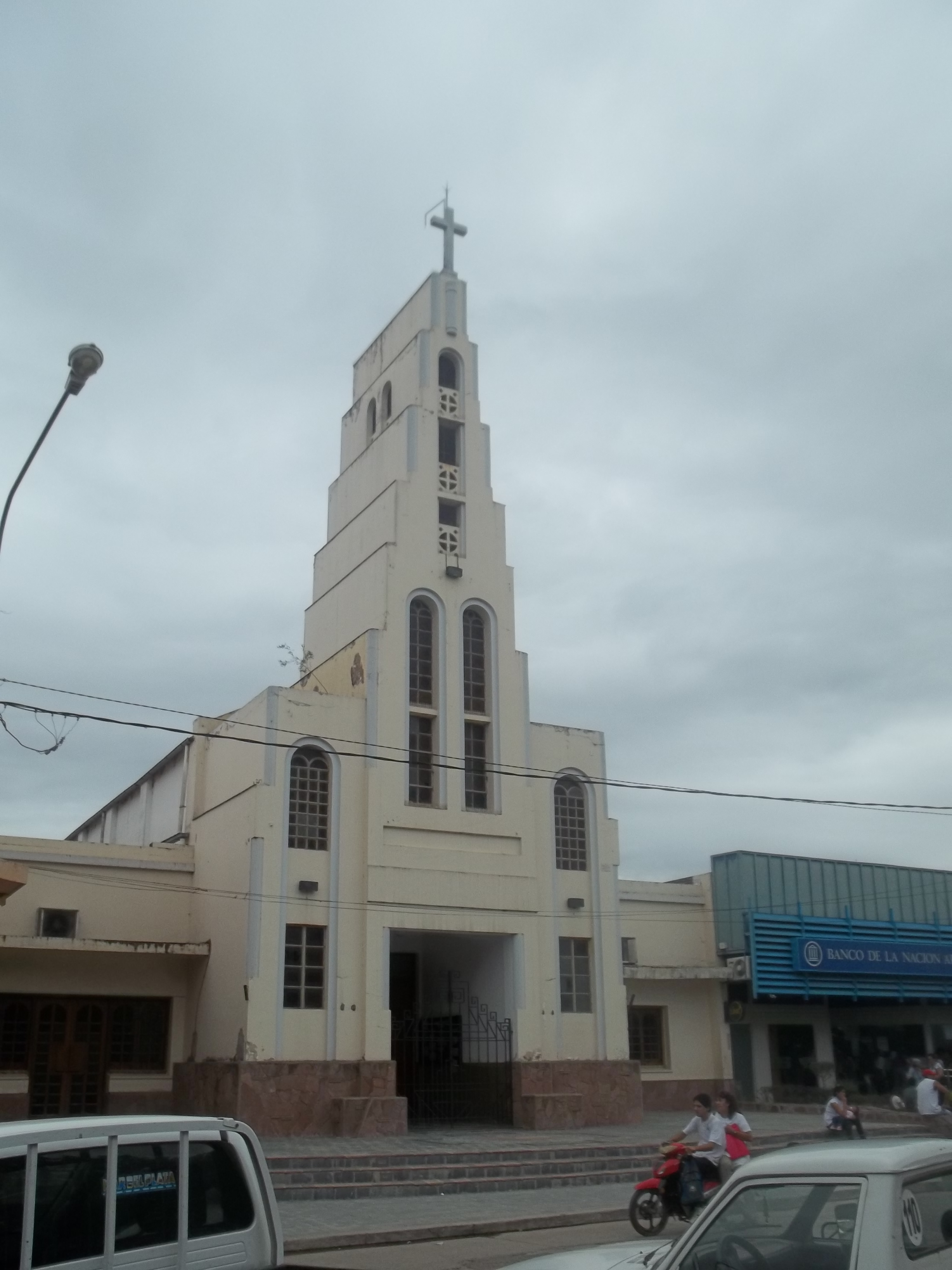
Principal templo católico de Libertador General San Martín, frente a la plaza.

El clima es tropical húmedo de alta montaña, según la clasificación de Köppen (abreviado como Cwa). En el verano, las altas temperaturas tienen origen en el desplazamiento de la corriente en chorro de baja intensidad (viento norte) cercano a las costas del Brasil, y a los vientos cálidos y húmedos que desde allí penetran desde el noroeste hacia las sierras subandinas, volcando en el territorio toda la humedad.
Las lluvias estivales con su humedad dan a la región del ramal jujeño temperaturas máximas de 45 a 49 °C sin disminución desde los comienzos del verano y hasta bien entrado el otoño.
El invierno, muy corto, se caracteriza por ser seco y agradable, y las heladas muy poco frecuentes. Toda la vegetación retiene la humedad del verano en el plazo natural, pudiendo por lo mismo originar brumas y neblinas en la época más fría.

### Población

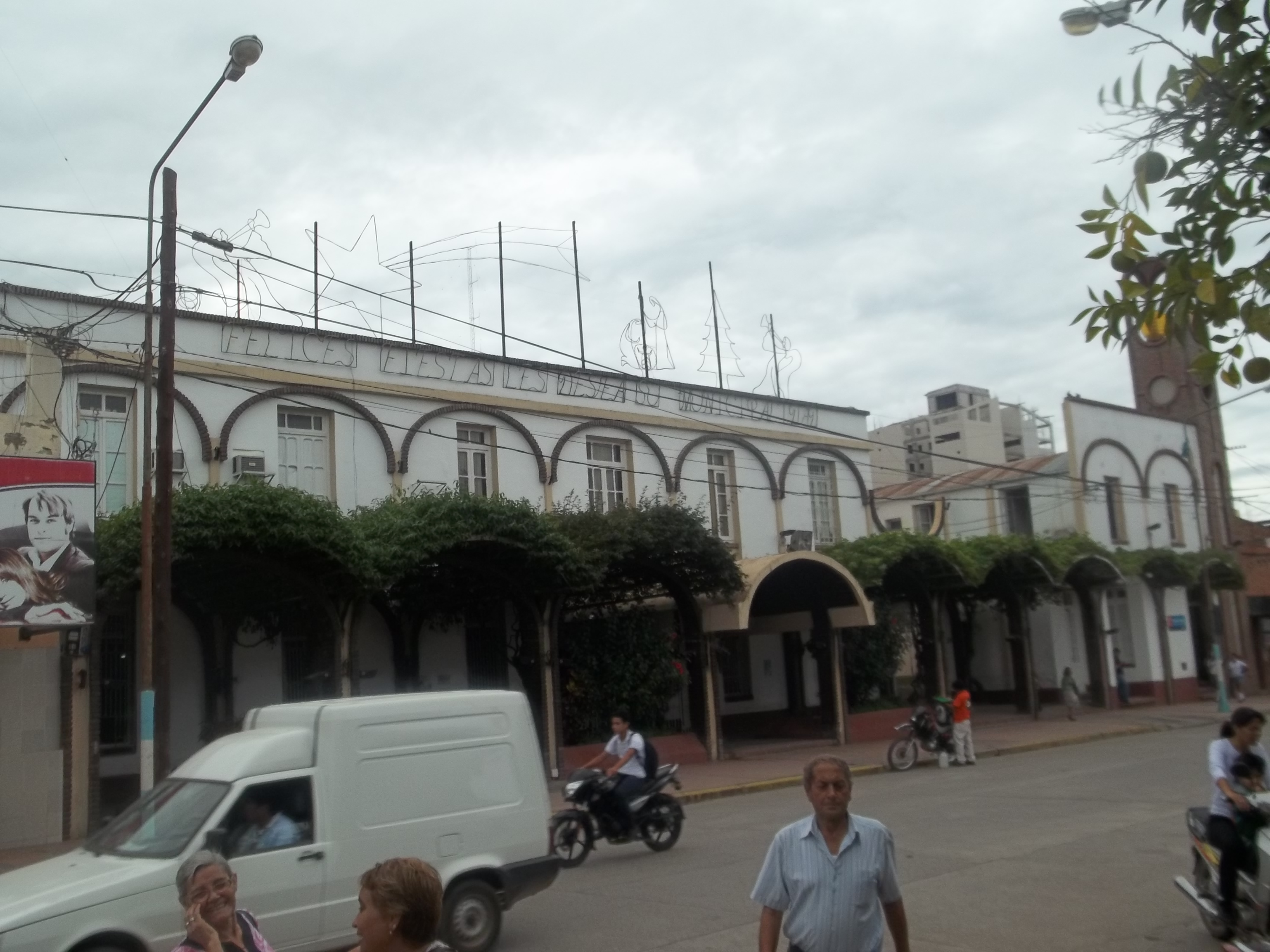
Sede de la Municipalidad de Libertador.

Según los datos del INDEC del censo del año 2022, la ciudad de Libertador cuenta con 93.007 habitantes.

## Turismo
Fundada en 1899, Libertador General San Martín se encuentra a 472 m s. n. m. Alberga uno de los complejos agroindustriales más importantes del país. Ledesma produce el 20% del azúcar del país y 40% del papel; exporta naranja, mango, palta, entre otros productos. En el barrio Ledesma se encuentra el centro de visitantes, el cual cuenta la historia de la compañía y allí también se puede visualizar el proceso de producción del azúcar. Cuenta además con sectores para muestras temporarias, que son utilizadas para diversas actividades culturales de la comunidad. Se puede acceder al mismo en forma libre y gratuita. Esta localidad es la puerta de entrada al parque nacional Calilegua, cuyo acceso dista a sólo 17 km.

## Parroquias de la Iglesia católica
| Diócesis   | Jujuy |
| ---------- | --- |
| Parroquias | parroquia del Sagrado Corazón de Jesús, parroquia de Nuestra Señora del Rosario, parroquia de San Francisco de Asís, parroquia de Nuestro Señor y parroquia de la Virgen del Milagro |